# 100 meter för damer i friidrott vid olympiska sommarspelen 2020
Damernas 100 meter vid olympiska sommarspelen 2020 avgjordes den 30 och 31 juli 2021 på Tokyos Olympiastadion i Japan. 71 deltagare från 55 nationer deltog i tävlingen. Det var 22:e gången grenen  fanns med i ett OS och den har funnits med i varje OS sedan 1928 då damerna för första gången fick tävla i friidrott.
Regerande mästaren Elaine Thompson-Herah vann tävlingen efter att ha sprungit på 10,61 sekunder och slog då Florence Griffith-Joyners 33 år gamla olympiska rekord. Det var hennes tredje OS-guld. Jamaica tog samtliga pallplatser då silvret togs av Shelly-Ann Fraser-Pryce och bronset av Shericka Jackson.

## Rekord
Innan tävlingens start fanns följande rekord: 
| Världsrekord     | Florence Griffith Joyner (USA) | 10,49 | Indianapolis, USA | 16 juli 1988      |
| Olympiskt rekord | Florence Griffith Joyner (USA) | 10,62 | Seoul, Sydkorea   | 24 september 1988 |

| Område                                   | Tid (s)    | Vind | Idrottare                | Nation          |
| ---------------------------------------- | ---------- | ---- | ------------------------ | --------------- |
| Afrika                                   | 10,78      | +1,6 | Murielle Ahouré          | Elfenbenskusten |
| Asien                                    | 10,79      | +0,0 | Li Xuemei                | Kina            |
| Europa                                   | 10,73      | +2,0 | Christine Arron          | Frankrike       |
| Nordamerika, Centralamerika och Karibien | 10,49 0VR0 | +0,0 | Florence Griffith Joyner | USA             |
| Oceanien                                 | 11,11      | +1,9 | Melissa Breen            | Australien      |
| Oceanien                                 | 11,11      | +0,0 | Denise Robertson         | Australien      |
| Sydamerika                               | 10,91      | -0,2 | Rosângela Santos         | Brasilien       |

Följande rekord slogs under tävlingen:
| Datum   | Tävling | Idrottare             | Nation  | Tid   | Rekord |
| ------- | ------- | --------------------- | ------- | ----- | ------ |
| 31 juli | Final   | Elaine Thompson-Herah | Jamaica | 10,61 | 0OR0   |

I finalen satte Elaine Thompson-Herah ett nytt olympiskt rekord då hon förbättrade Griffith Joyners rekord från 1988 med 0,01 sekunder. Det var det fjärde äldsta olympiska rekordet i friidrott.
Följande nationsrekord slogs under tävlingen:
| Nation          | Idrottare             | Omgång           | Tid   | Noteringar |
| --------------- | --------------------- | ---------------- | ----- | ---------- |
| Afghanistan     | Kamia Yousufi         | Inledande omgång | 13,29 |            |
| Malawi          | Asimenye Simwaka      | Inledande omgång | 11,76 |            |
| Malawi          | Asimenye Simwaka      | Försöksheat      | 11,68 |            |
| Palestina       | Hanna Barakat         | Inledande omgång | 12,16 |            |
| Schweiz         | Mujinga Kambundji     | Försöksheat      | 10,95 |            |
| Schweiz         | Ajla Del Ponte        | Försöksheat      | 10,91 |            |
| Elfenbenskusten | Marie-Josée Ta Lou    | Försöksheat      | 10,78 | 0AR0       |
| Gambia          | Gina Bass             | Försöksheat      | 11,12 |            |
| Jamaica         | Elaine Thompson-Herah | Final            | 10,61 | 0OR0       |

## Schema
Alla tider är UTC+9.
| Datum               | Tid         | Omgång                       |
| ------------------- | ----------- | ---------------------------- |
| Fredag 30 juli 2021 | 9:00 19:00  | Inledande omgång Försöksheat |
| Lördag 31 juli 2021 | 19:00 21:50 | Semifinaler Final            |

## Resultat

### Inledande omgång
Den inledande omgången bestod av idrottare som inte hade klarat kvalifikationskravet i damernas 100 meter. De idrottare som hade klarat kvalifikationskravet började istället i försöksheaten.
Kvalificeringsregel: De tre första i varje heat 0Q0 samt den snabbaste tiden 0q0 kvalificerade sig för försöksheaten.

#### Heat 1
| Placering | Bana | Idrottare                | Nation                | Reaktionstid   | Tid   | Noteringar |
| --------- | ---- | ------------------------ | --------------------- | -------------- | ----- | ---------- |
| 1         | 6    | Natacha Ngoye Akamabi    | Kongo-Brazzaville     | 0,124          | 11,47 | 0Q0, 0SB0  |
| 2         | 8    | Margaret Vanessa Barrie  | Sierra Leone          | 0,142          | 11,53 | 0Q0, 0SB0  |
| 3         | 5    | Amya Clarke              | Saint Kitts och Nevis | 0,155          | 11,67 | 0Q0        |
| 4         | 9    | Djénébou Danté           | Mali                  | 0,169          | 12,12 | 0SB0       |
| 5         | 1    | Hadel Aboud              | Libyen                | 0,126          | 12,70 | 0PB0       |
| 6         | 2    | Bashair Obaid Al-Manwari | Qatar                 | 0,142          | 13,12 | 0PB0       |
| 7         | 7    | Kamia Yousufi            | Afghanistan           | 0,157          | 13,29 | 0NR0       |
| 8         | 3    | Alba Mbo Nchama          | Ekvatorialguinea      | 0,148          | 13,36 | 0PB0       |
| 9         | 4    | Amed Elna                | Komorerna             | 0,161          | 14,30 | 0PB0       |
|           |      |                          |                       | Vind: +0,3 m/s |       |            |

#### Heat 2

Heat 2

Farzaneh Fasihi efter att ha vunnit heat 2

| Placering | Bana | Idrottare            | Nation           | Reaktionstid   | Tid   | Noteringar |
| --------- | ---- | -------------------- | ---------------- | -------------- | ----- | ---------- |
| 1         | 3    | Fasihi Farzaneh      | Iran             | 0,142          | 11,76 | 0Q0        |
| 2         | 8    | Azreen Nabila Alias  | Malaysia         | 0,168          | 11,77 | 0Q0, 0PB0  |
| 3         | 4    | Mudhawi Al-Shammari  | Kuwait           | 0,167          | 11,82 | 0Q0        |
| 4         | 5    | Regine Tugade-Watson | Guam             | 0,135          | 12,17 | 0SB0       |
| 5         | 7    | Charlotte Afriat     | Monaco           | 0,131          | 12,35 |            |
| 6         | 9    | Silina Pha Aphay     | Laos             | 0,170          | 12,41 | 0SB0       |
| 7         | 6    | Hsieh Hsi-en         | Kinesiska Taipei | 0,171          | 12,49 | 0PB0       |
| 8         | 2    | Sarswati Chaudhary   | Nepal            | 0,158          | 12,91 | 0SB0       |
| 9         | 1    | Yasmeen Al-Dabbagh   | Saudiarabien     | 0,153          | 13,34 |            |
|           |      |                      |                  | Vind: +0,5 m/s |       |            |

#### Heat 3

Javianne Oliver (vänster) och Farzaneh Fasihi efter målgång i heat 3

| Placering | Bana | Idrottare          | Nation              | Reaktionstid   | Tid   | Noteringar |
| --------- | ---- | ------------------ | ------------------- | -------------- | ----- | ---------- |
| 1         | 9    | Joella Lloyd       | Antigua och Barbuda | 0,179          | 11,55 | 0Q0        |
| 2         | 5    | Asimenye Simwaka   | Malawi              | 0,164          | 11,76 | 0Q0, 0NR0  |
| 3         | 7    | Alvin Tehupeiory   | Indonesien          | 0,194          | 11,89 | 0Q0, 0SB0  |
| 4         | 1    | Carla Scicluna     | Malta               | 0,152          | 12,11 | 0q0        |
| 5         | 4    | Hanna Barakat      | Palestina           | 0,164          | 12,16 | 0NR0       |
| 6         | 8    | Mazoon Al-Alawi    | Oman                | 0,191          | 12,35 |            |
| 7         | 3    | Aissata Deen Conte | Guinea              | 0,157          | 12,43 | 0PB0       |
| 8         | 6    | Matie Stanley      | Tuvalu              | 0,159          | 14,52 | 0PB0       |
| 9         | 2    | Houlèye Ba         | Mauretanien         | 0,147          | 15,26 | 0PB0       |
|           |      |                    |                     | Vind: +0,8 m/s |       |            |

### Försöksheat
Kvalificeringsregler: De tre första i varje heat 0Q0 samt de tre snabbaste tiderna 0q0 gick vidare till semifinalerna.
Vind: Heat 1: -0,1 m/s; Heat 2: +0,1 m/s; Heat 3: -0,4 m/s; Heat 4: -0,3 m/s; Heat 5: +1,3 m/s; Heat 6: -0,1 m/s; Heat 7: -0,2 m/s

#### Heat 1
| Placering | Bana | Idrottare             | Nation              | Reaktionstid | Tid   | Noteringar |
| --------- | ---- | --------------------- | ------------------- | ------------ | ----- | ---------- |
| 1         | 5    | Teahna Daniels        | USA                 | 0,136        | 11,04 | 0Q0        |
| 2         | 4    | Dina Asher-Smith      | Storbritannien      | 0,103        | 11,07 | 0Q0        |
| 3         | 8    | Murielle Ahouré       | Elfenbenskusten     | 0,132        | 11,16 | 0Q0, 0SB0  |
| 4         | 7    | Ge Manqi              | Kina                | 0,149        | 11,20 | 0q0        |
| 5         | 6    | Salomé Kora           | Schweiz             | 0,146        | 11,25 |            |
| 6         | 9    | Marije van Hunenstijn | Nederländerna       | 0,158        | 11,27 | 0SB0       |
| 7         | 2    | Joella Lloyd          | Antigua och Barbuda | 0,173        | 11,54 |            |
| 8         | 3    | Asimenye Simwaka      | Malawi              | 0,161        | 11,68 | 0NR0       |

#### Heat 2
| Placering | Bana | Idrottare             | Nation              | Reaktionstid | Tid   | Noteringar |
| --------- | ---- | --------------------- | ------------------- | ------------ | ----- | ---------- |
| 1         | 7    | Elaine Thompson-Herah | Jamaica             | 0,158        | 10,82 | 0Q0        |
| 2         | 5    | Mujinga Kambundji     | Schweiz             | 0,111        | 10,95 | 0Q0, =0NR0 |
| 3         | 6    | Tatjana Pinto         | Tyskland            | 0,164        | 11,16 | 0Q0        |
| 4         | 4    | Khamica Bingham       | Kanada              | 0,156        | 11,21 | 0q0        |
| 5         | 3    | Rosângela Santos      | Brasilien           | 0,180        | 11,33 | 0SB0       |
| 6         | 9    | Kelly-Ann Baptiste    | Trinidad och Tobago | 0,150        | 11,48 |            |
| 7         | 8    | Vittoria Fontana      | Italien             | 0,149        | 11,53 |            |
| 8         | 2    | Alvin Tehupeiory      | Indonesien          | 0,189        | 11,92 |            |

#### Heat 3
| Placering | Bana | Idrottare           | Nation       | Reaktionstid | Tid   | Noteringar |
| --------- | ---- | ------------------- | ------------ | ------------ | ----- | ---------- |
| 1         | 4    | Alexandra Burghardt | Tyskland     | 0,133        | 11,08 | 0Q0        |
| 2         | 6    | Javianne Oliver     | USA          | 0,150        | 11,15 | 0Q0        |
| 3         | 9    | Anna Bongiorni      | Italien      | 0,147        | 11,35 | 0Q0        |
| 4         | 7    | Rhoda Njobvu        | Zambia       | 0,130        | 11,40 | (,394)     |
| 5         | 8    | Liang Xiaojing      | Kina         | 0,159        | 11,40 | (,396)     |
| 6         | 5    | Tristan Evelyn      | Barbados     | 0,125        | 11,42 |            |
| 7         | 3    | Margaret Barrie     | Sierra Leone | 0,148        | 11,45 | 0SB0       |
| 8         | 2    | Fasihi Farzaneh     | Iran         | 0,143        | 11,79 |            |

#### Heat 4
| Placering | Bana | Idrottare             | Nation                | Reaktionstid | Tid   | Noteringar |
| --------- | ---- | --------------------- | --------------------- | ------------ | ----- | ---------- |
| 1         | 4    | Marie-Josée Ta Lou    | Elfenbenskusten       | 0,161        | 10,78 | 0Q0, =0AR0 |
| 2         | 7    | Daryll Neita          | Storbritannien        | 0,107        | 10,96 | 0Q0, 0PB0  |
| 3         | 5    | Crystal Emmanuel      | Kanada                | 0,148        | 11,18 | 0Q0        |
| 4         | 6    | Lorène Bazolo         | Portugal              | 0,134        | 11,31 |            |
| 5         | 3    | Maja Mihalinec Zidar  | Slovenien             | 0,130        | 11,54 | 0SB0       |
| 6         | 9    | Ángela Tenorio        | Ecuador               | 0,137        | 11,59 |            |
| 7         | 2    | Amya Clarke           | Saint Kitts och Nevis | 0,153        | 11,71 |            |
| -         | 8    | Vitória Cristina Rosa | Brasilien             | -            | 0DNS0 | -          |

#### Heat 5
| Placering | Bana | Idrottare                    | Nation    | Reaktionstid | Tid   | Noteringar |
| --------- | ---- | ---------------------------- | --------- | ------------ | ----- | ---------- |
| 1         | 4    | Shelly-Ann Fraser-Pryce      | Jamaica   | 0,128        | 10,84 | 0Q0        |
| 2         | 5    | Ajla Del Ponte               | Schweiz   | 0,131        | 10,91 | 0Q0, 0NR0  |
| 3         | 6    | Nzubechi Grace Nwokocha      | Nigeria   | 0,161        | 11,00 | 0Q0, 0PB0  |
| 4         | 7    | Gina Bass                    | Gambia    | 0,134        | 11,12 | 0q0, 0NR0  |
| 5         | 2    | Rafaéla Spanoudaki-Hatziriga | Grekland  | 0,133        | 11,45 |            |
| 6         | 8    | Inna Eftimova                | Bulgarien | 0,145        | 11,46 |            |
| 7         | 9    | Dutee Chand                  | Indien    | 0,148        | 11,54 |            |
| 8         | 3    | Carla Scicluna               | Malta     | 0,178        | 12,16 |            |

#### Heat 6
| Placering | Bana | Idrottare               | Nation            | Reaktionstid | Tid   | Noteringar |
| --------- | ---- | ----------------------- | ----------------- | ------------ | ----- | ---------- |
| 1         | 7    | Blessing Okagbare       | Nigeria           | 0,147        | 11,05 | 0Q0        |
| 2         | 5    | Asha Philip             | Storbritannien    | 0,110        | 11,31 | 0Q0        |
| 3         | 6    | Tynia Gaither           | Bahamas           | 0,141        | 11,34 | 0Q0        |
| 4         | 9    | Krystsina Tsimanouskaja | Belarus           | 0,149        | 11,47 |            |
| 5         | 8    | María Isabel Pérez      | Spanien           | 0,151        | 11,51 |            |
| 6         | 3    | Natacha Ngoye Akamabi   | Kongo-Brazzaville | 0,137        | 11,52 |            |
| 7         | 2    | Azreen Nabila Alias     | Malaysia          | 0,173        | 11,91 |            |

#### Heat 7
| Placering | Bana | Idrottare           | Nation              | Reaktionstid | Tid   | Noteringar |
| --------- | ---- | ------------------- | ------------------- | ------------ | ----- | ---------- |
| 1         | 6    | Michelle-Lee Ahye   | Trinidad och Tobago | 0,123        | 11,06 | 0Q0        |
| 2         | 5    | Shericka Jackson    | Jamaica             | 0,170        | 11,07 | 0Q0        |
| 3         | 7    | Jenna Prandini      | USA                 | 0,148        | 11,11 | =0SB0, 0Q0 |
| 4         | 8    | Diana Vaisman       | Israel              | 0,132        | 11,27 | 0SB0       |
| 5         | 4    | Hana Basic          | Australien          | 0,147        | 11,32 |            |
| 6         | 2    | Wei Yongli          | Kina                | 0,174        | 11,48 | 0SB0       |
| 7         | 9    | Jasmine Abrams      | Guyana              | 0,148        | 11,49 |            |
| 8         | 3    | Mudhawi Al-Shammari | Kuwait              | 0,167        | 11,81 |            |

### Semifinaler
Kvalificeringsregler: De två första i varje heat 0Q0 samt de två snabbaste tiderna 0q0 gick vidare till finalen.
Vind: Heat 1: +0,0 m/s; Heat 2: -0,2 m/s; Heat 3: +0,3 m/s

#### Heat 1
| Placering | Bana | Idrottare             | Nation         | Reaktionstid | Tid   | Noteringar |
| --------- | ---- | --------------------- | -------------- | ------------ | ----- | ---------- |
| 1         | 4    | Elaine Thompson-Herah | Jamaica        | 0,157        | 10,76 | 0Q0        |
| 2         | 6    | Ajla Del Ponte        | Schweiz        | 0,109        | 11,01 | 0Q0        |
| 3         | 7    | Dina Asher-Smith      | Storbritannien | 0,148        | 11,05 |            |
| 4         | 8    | Jenna Prandini        | USA            | 0,149        | 11,11 | =0SB0      |
| 5         | 2    | Khamica Bingham       | Kanada         | 0,150        | 11,22 |            |
| 6         | 3    | Tynia Gaither         | Bahamas        | 0,130        | 11,31 |            |
| 7         | 9    | Tatjana Pinto         | Tyskland       | 0,163        | 11,35 |            |
| —         | 5    | Blessing Okagbare     | Nigeria        | —            | —     | 0DNS0      |

Notera: Blessing Okagbare fick inte tävla efter att ha blivit dopingavstängd.

#### Heat 2
| Placering | Bana | Idrottare           | Nation              | Reaktionstid | Tid   | Noteringar  |
| --------- | ---- | ------------------- | ------------------- | ------------ | ----- | ----------- |
| 1         | 5    | Marie-Josee Ta Lou  | Elfenbenskusten     | 0,147        | 10,79 | (,784), 0Q0 |
| 2         | 6    | Shericka Jackson    | Jamaica             | 0,147        | 10,79 | (,787), 0Q0 |
| 3         | 4    | Michelle-Lee Ahye   | Trinidad och Tobago | 0,132        | 11,00 | 0SB0        |
| 4         | 7    | Alexandra Burghardt | Tyskland            | 0,151        | 11,07 |             |
| 5         | 9    | Javianne Oliver     | USA                 | 0,166        | 11,08 |             |
| 6         | 2    | Crystal Emmanuel    | Kanada              | 0,149        | 11,21 |             |
| 7         | 3    | Ge Manqi            | Kina                | 0,145        | 11,22 |             |
| 8         | 8    | Asha Philip         | Storbritannien      | 0,134        | 11,30 |             |

#### Heat 3
| Placering | Bana | Idrottare               | Nation          | Reaktionstid | Tid   | Noteringar |
| --------- | ---- | ----------------------- | --------------- | ------------ | ----- | ---------- |
| 1         | 5    | Shelly-Ann Fraser-Pryce | Jamaica         | 0,136        | 10,73 | 0Q0        |
| 2         | 7    | Mujinga Kambundji       | Schweiz         | 0,128        | 10,96 | 0Q0        |
| 3         | 6    | Teahna Daniels          | USA             | 0,144        | 10,98 | 0q0, 0PB0  |
| 4         | 4    | Daryll Neita            | Storbritannien  | 0,135        | 11,00 | 0q0        |
| 5         | 9    | Nzubechi Grace Nwokocha | Nigeria         | 0,142        | 11,07 |            |
| 6         | 2    | Gina Bass               | Gambia          | 0,140        | 11,16 |            |
| 7         | 8    | Murielle Ahouré         | Elfenbenskusten | 0,124        | 11,28 |            |
| 8         | 3    | Anna Bongiorni          | Italien         | 0,159        | 11,38 |            |

### Final
Vind: -0,6 m/s
| Placering | Bana | Idrottare               | Nation          | Reaktionstid | Tid   | Noteringar |
| --------- | ---- | ----------------------- | --------------- | ------------ | ----- | ---------- |
| 1         | 4    | Elaine Thompson-Herah   | Jamaica         | 0,150        | 10,61 | 0OR0, 0NR0 |
| 2         | 5    | Shelly-Ann Fraser-Pryce | Jamaica         | 0,139        | 10,74 |            |
| 3         | 7    | Shericka Jackson        | Jamaica         | 0,152        | 10,76 | 0PB0       |
| 4         | 6    | Marie-Josée Ta Lou      | Elfenbenskusten | 0,158        | 10,91 |            |
| 5         | 8    | Ajla Del Ponte          | Schweiz         | 0,129        | 10,97 |            |
| 6         | 9    | Mujinga Kambundji       | Schweiz         | 0,138        | 10,99 |            |
| 7         | 3    | Teahna Daniels          | USA             | 0,144        | 11,02 |            |
| 8         | 2    | Daryll Neita            | Storbritannien  | 0,108        | 11,12 |            |